# Волкова, Елена Васильевна (сказительница)
Елена Васильевна Волкова (урождённая Биткова, также известна как бабушка Олёна; 1875—1959) — русская советская сказительница.

## Биография
По сведениям из автобиографии, Елена Волкова (урождённая Биткова) родилась 26 мая 1875 года в деревне Крутово (ныне Петушинский район Владимирской области). Её родители Василий Андреевич и Пелагея Арсентьевна Битковы были крестьянами. Когда Елене было 10 лет, умерла её мать. Девочке приходилось мыть, стирать, топить печку, таскать тяжёлую бадью с водой, работать в поле. В юности стала работать на добыче торфа у помещика Бодрихина. Труд был очень тяжёлым, а зарплата — небольшой. В зимнее же время она трудилась за ткацким станком.
Выйдя замуж, Елена Волкова переехала в семью мужа, где приходилось ладить с его строгими родителями. После смерти мужа у Елены Васильевны осталось семеро детей.
После установления Советской власти Елена Волкова активно занималась общественной деятельностью. Среди первых женделегаток поехала на съезд в Орехово-Зуево. Была членом революционной комиссии и членом исполнительного комитета. Жила в селении Старые Петушки Владимирской области.
Во второй половине 1930-х годов Елена Васильевна получила известность как сказительница. 
Во время войны, с апреля 1943 по апрель 1945 года в составе специальной агитбригады Всесоюзного Дома народного творчества имени Н. К. Крупской выступала перед бойцами. Помимо неё, в состав бригады входила сказительница А. Е. Суховерхова и народная поэтесса А. П. Анисимова[https://writers.aonb.ru/suxoverxova-a.e.html].
После начала Великой Отечественной войны сыновья ушли на фронт. Младший сын Павел погиб.
В мае 1950 года отмечался 75-летний юбилей сказительницы. В честь её дня рождения в Петушках была проведена юбилейная сессия Петушинского сельсовета. В том же году она подписалась под Стокгольмским воззванием.

## Творчество
Уж кабы были у меня крылья сокола,

Поднялася бы я выше облака,

Полетела бы я быстрее ветра буйного

Через поля широкие, через реки глубокие,

Леса высокие и луга зеленые.

Уж прилетела бы я на поля бранные, — на кровавые.

Уж нашла бы я там товарища Будённого,

И взяла бы у него саблю острую,

Взяла ещё пулю меткую.

Я нашла бы там свово сына милого,

Вместе с ним пошла на кровавый бой.

Стали б бить, громить силу вражию…

А потом бы пошла я по полюшку,

Поднимать бы стала я своих раненых —

Слезами своими бы омыла их —

Волосами своими отёрла их,

Стала бы раны им завязывать,

Словом ласковым их обадривать.
По словам фольклористки Софьи Минц, сказительница Елена Волкова — «большой знаток и мастер старинной народной лирической песни, автор небольших стихотворных произведений на современные темы и многочисленных остроумных и метких частушек». Сочинять сказы, песни и частушки Елена Васильевна начала в молодости. Нянчась с детьми, придумывала разнообразные сказки и припевки, а добывая торф на болоте, затягивала грустные плачи. Творчество Елены Васильевны пользовалась у односельчан большим успехом.
Лучшие свои произведения Елена Волкова сочинила при Советской власти, после вступления в колхоз. Выступала в сельских клубах, на смотрах художественной самодеятельности. В 1937 году, во время выборов в Верховный Совет, колхоз командировал её в Москву на сельскохозяйственную выставку. На выставке, в Колонном зале и по радио Елена Васильевна с большим успехом выступала со своими стихами, посвящёнными колхозу, женщинам, Москве, конституции, выборам и Сталину.
Множество сказов сочинила Елена Васильевна в годы Великой Отечественной войны. Посвящены они ушедшим на фронт сыновьям, Красной Армии, различным сражениям. Один из самых известных её сказов — «Уж кабы были у меня крылья сокола» — был написан в первые месяцы войны.
Во время битвы за Москву Елена Васильевна стала писать во Всесоюзный Дом народного творчества имени Н. К. Крупской с просьбой отправить её на фронт, где бы она «словом матери могла звать бойца на подвиги и бой с врагами». Дом народного творчества организовал агитбригаду, в которую, помимо Елены Волковой, вошли пинежская сказительница Ангелина Суховерхова и народная поэтесса Пензенской области Александра Анисимова. Они неоднократно выступали на фронте перед бойцами действующей армии.
Елена Васильевна была на Центральном и на Западном фронтах. Туда она добиралась на самолёте, чтобы выступить перед бойцами со своими сказами. Неоднократно бывала под артиллерийским обстрелом врага. Многие фронтовики, даже не знакомые с ней лично, в дальнейшем писали ей письма с благодарностями. Во время празднования победы Елена Васильевна была в Москве, где выступала на городских площадях. В 1947 году принимала участие в праздновании 800-летия Москвы. В 1948 году, к 70-летию Сталина, она сочинила в его честь песню «Величальная».
Произведения Елены Васильевны печатались в ряде периодических изданий, среди которых «Огонёк», «Крестьянка», «Московский рабочий», «Московский большевик», «Литература и искусство», «Призыв», литературно-художественный альманах «Владимир» и газета «Советский спорт». В 1947 году тиражом 300 экземпляров вышла книга «Славься, Родина», в которую вошли песни, стихи, сказы и частушки Елены Волковой, записанные Евгением Осетровым. На прошедшем во Владимире в декабре 1947 года съезде молодых литераторов Елену Васильевну представлял Александр Твардовский, она выступила с трибуны с напутствием к начинающим писателям.
В 1949 году композитор А. А. Муравлёв написал кантату для хора, оркестра и солистов «Славься, Родина» на слова сказительницы Волковой и Балашова.

## Память
Елене Васильевне Волковой посвящена постоянная экспозиция «Цвети, мой край родной» в Петушинском краеведческом музее.